# أرماندو أوروزكو
أرماندو أوروزكو هو منافس ألعاب قوى كوبي، ولد في 31 يناير 1958.

## وصلات خارجية
- أرماندو أوروزكو على موقع أوليمبيديا (الإنجليزية)